# Roxane Bourdages
Pour les articles homonymes, voir Bourdages (homonymie).
 Roxane Bourdages est une actrice québécoise ayant joué des rôles à la télévision, au théâtre et en publicité, ainsi qu'une apparition au cinéma dans le film Truffe (2007).

## Filmographie

### Télévision
- 2008 : Stan et ses Stars : Sarah-Lyn
- 2007 : Il était une fois dans le trouble , Marie-Élaine
- 2005-2007 : Kif-Kif : Noémie
- 2005 : François en série : la serveuse du café Rico
- 2004 : Les Bougon, c'est aussi ça la vie! : Josiane (la blonde de junior)
- 2004 : Chambre 13 : Karine

### Cinéma
- 2007 : Truffe